# San Juan del Río (Durango)
San Juan del Río è un comune del Messico, situato nello stato di Durango.
Nel 1878 nacque qui Pancho Villa, generale, eroe popolare della Rivoluzione messicana.